# Highland Springs
Highland Springs es un lugar designado por el censo situado en el condado de Henrico, Virginia  (Estados Unidos). Según el censo de 2010 tenía una población de 15.711 habitantes.

## Demografía
Según el censo del 2000, Highland Springs tenía 15.137 habitantes, 5.788 viviendas, y 4.132 familias. La densidad de población era de 686 habitantes por km².
De las 5.788 viviendas en un 37,9%  vivían niños de menos de 18 años, en un 41,2%  vivían parejas casadas, en un 25,5% mujeres solteras, y en un 28,6% no eran unidades familiares. En el 23,4% de las viviendas  vivían personas solas el 7,6% de las cuales correspondía a personas de 65 años o más que vivían solas. El número medio de personas viviendo en cada vivienda era de 2,59 y el número medio de personas que vivían en cada familia era de 3,03.
Por edades la población se repartía de la siguiente manera: un 29,1% tenía menos de 18 años, un 8,5% entre 18 y 24, un 31,1% entre 25 y 44, un 21,2% de 45 a 60 y un 10,2% 65 años o más.
La edad media era de 34 años.  Por cada 100 mujeres de 18 o más años  había 76,8 hombres.
La renta media por vivienda era de 39.936$ y la renta media por familia de 42.887$. Los hombres tenían una renta media de 33.117$ mientras que las mujeres 25.726$. La renta per cápita de la población era de 17.979$. En torno al 8,5% de las familias y el 10,4% de la población estaban por debajo del umbral de pobreza.

## Localidades adyacentes
El siguiente diagrama muestra a las localidades más próximas a Highland Springs.